# Alligator sinensis
El aligátor chino o aligátor del Yangtsé (Alligator sinensis) es una especie de saurópsido (reptil) cocodriliano de la familia Alligatoridae.

## Características

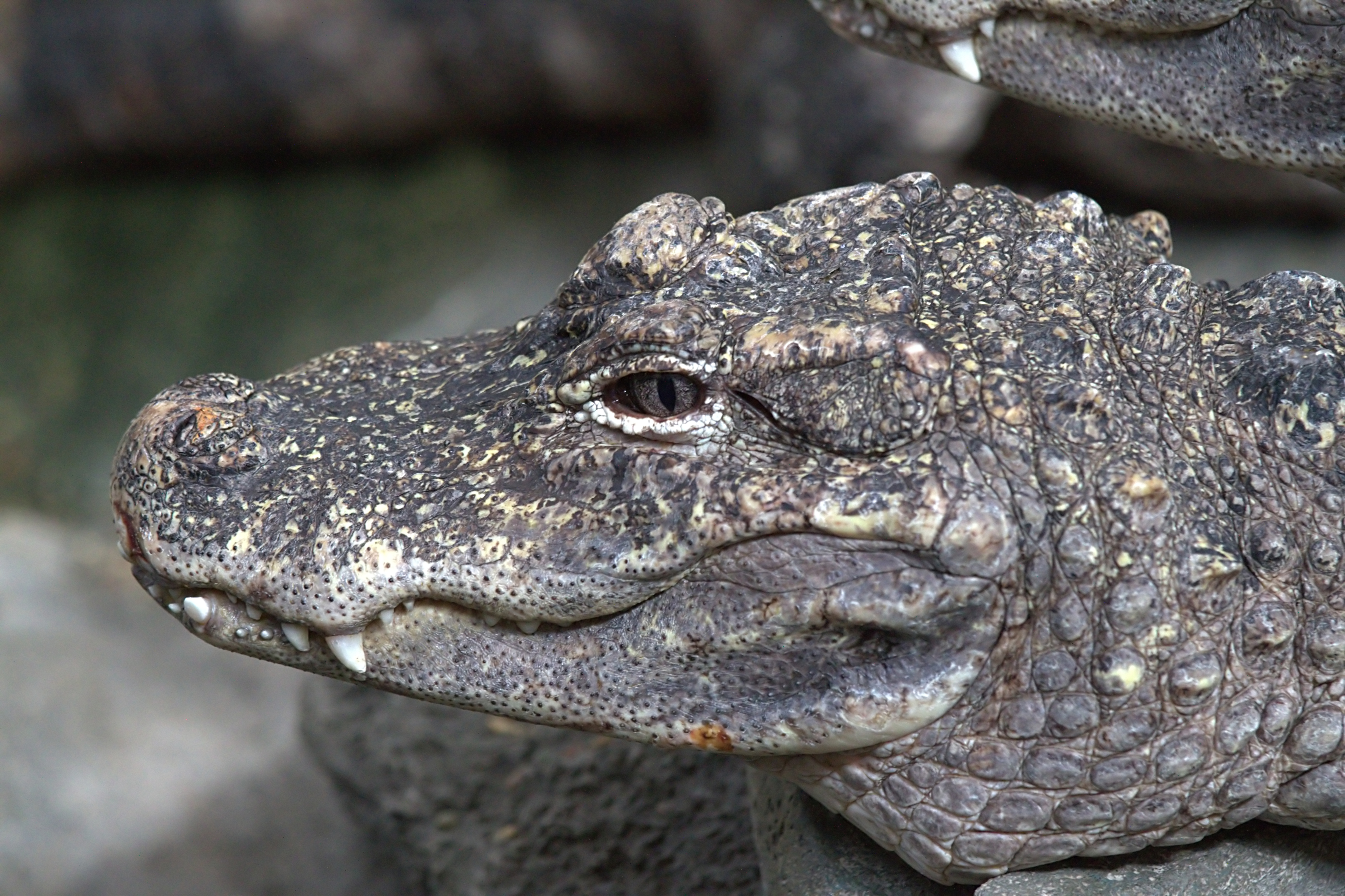
Detalle de la cabeza.

Su aspecto es muy similar al de su congénere, el aligátor americano (Alligator mississippiensis), pero es notablemente más pequeño, rondando normalmente los 2 m de largo, aunque se poseen descripciones de ejemplares excepcionales que llegaron a los tres metros. A diferencia de A. mississippiensis está completamente acorazado; incluso el estómago lo está, característica hallada en pocos crocodilianos. Son de color oscuro con bandas más claras a lo largo del cuerpo.
Los aligátores chinos tienen las mismas proporciones que los americanos, a pesar de sus reducidas dimensiones. Sólo se observa la diferencia de que las crías recién salidas del huevo poseen una cabeza más desarrollada, lo que probablemente les permite alimentarse de insectos acuáticos mayores que aquellos sobre los que depredan los retoños de aligátor americano.

## Biología y ecología
Vive en unos pocos ríos del este de China y es de carácter muy tímido y dócil, incluso en el caso de los ejemplares salvajes. Se alimenta casi exclusivamente de peces y ranas que captura bajo el agua, aunque en las zonas habitadas puede matar gallinas y perros. También pueden comer ratas, y con ellas el veneno usado para combatirlas. Esto les ha hecho disminuir en varias regiones durante las últimas décadas. Nunca se ha registrado un ataque suyo contra humanos.

## Distribución y hábitat
Viven en una región subtropical, templada. El hábitat habitual del caimán chino son lugares de baja elevación y con zonas de agua dulce. Esto incluye pantanos, lagos, arroyos y estanques. Los humedales son extremadamente importantes para los caimanes chinos debido a la biodiversidad animal que hay en ellos.

## Conservación
Los aligátores chinos han desaparecido de amplias zonas de su antigua distribución debido a la presión humana, que cultiva las orillas donde descansan y anidan, y pesca en grandes cantidades los peces que forman la mayor parte de su dieta. Actualmente quedan unos 300 ejemplares en estado salvaje y es realmente difícil localizar nidadas en los ríos chinos, por lo que se considera que esta especie corre grave peligro de extinción. No obstante, en cautividad se reproduce de forma rápida y abundante, por lo que numerosos zoológicos confían en que los programas de cría en cautividad puedan salvar la especie. Unos 10 000 ejemplares se reparten por distintos zoos del mundo.